# 大猶太會堂 (哥本哈根)

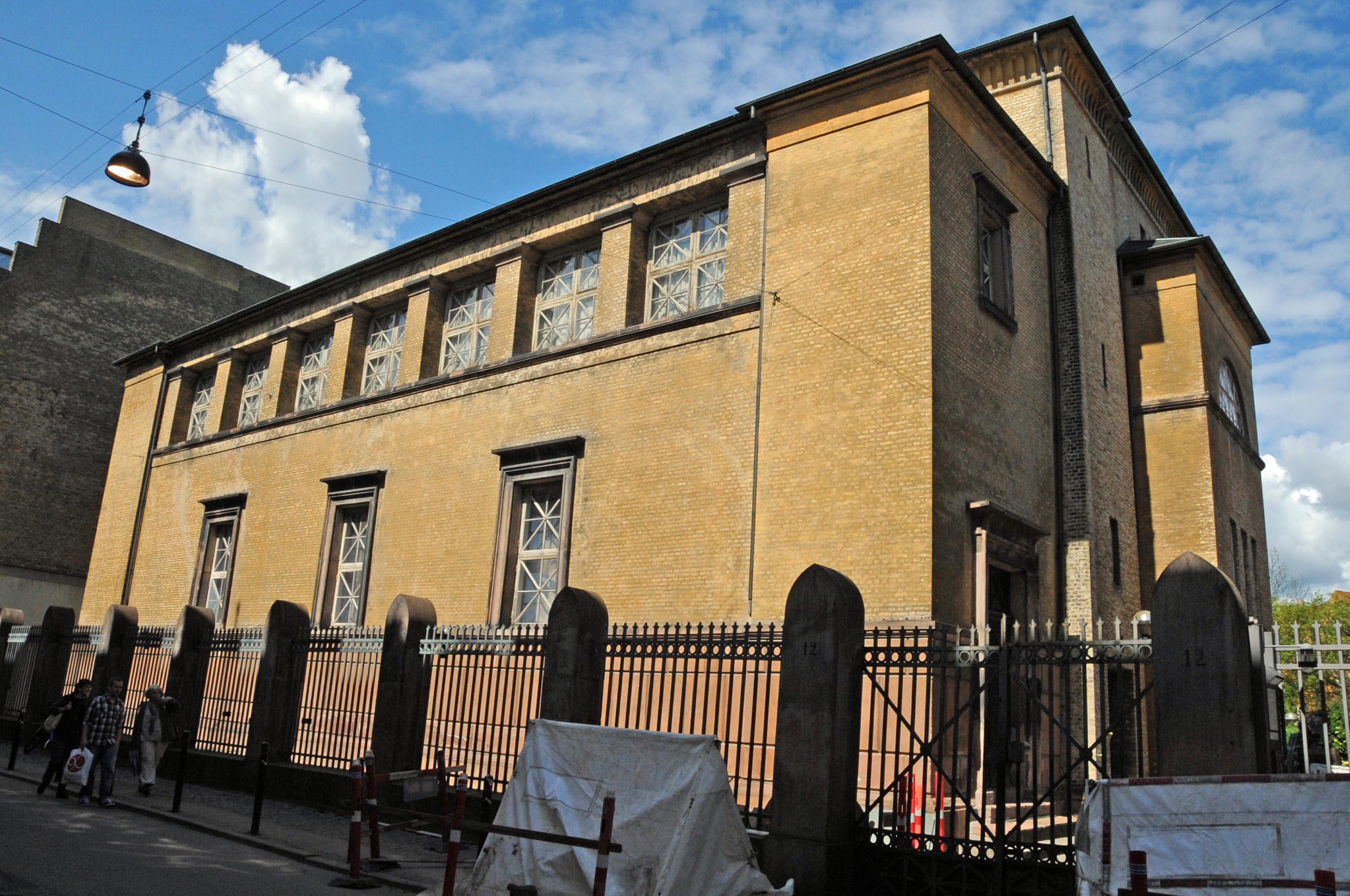

大猶太會堂（Great Synagogue）是丹麥哥本哈根的主要的猶太會堂。這座猶太會堂修建於19世紀前期。在1985年和2015年，這座猶太會堂兩次遭到恐怖襲擊。